# 水星大氣
| 水星的大氣層   |                                 |
| 氧分子         | 42%                             |
| 鈉             | 29%                             |
| 氫             | 22%                             |
| 氦             | 6%                              |
| 鉀             | 0.5%                            |
| 其他可偵測成分 | 氬、氖、二氧化碳 水、氮、氙、氪 |

水星大氣在水星形成之後，因為本身的引力不夠強大，加上高溫的影響，還有太陽風的吹拂，原始大氣在短時間內就已經消失殆盡。儘管如此，現在還是有一層稀薄的大氣包圍著，成份有氫、氦、氧、鈉、鈣和鉀，綜合的大氣壓力約為10-15 帕（實際上是微不足道的）。

## 大氣結構
水星的大氣層是不穩定的——原子不斷的流失和由不同的來源得到補充。氫和氦原子可能來自太陽風，再重新回到太空之前會先散開進入水星的磁層。水星外殼中的放射性衰變是氦氣的另一個來源，還可以產生鉀和鈉。水蒸氣也可能存在，來源則是撞擊水星表面的彗星。

## 溫度
缺乏大氣層的調節（或只有極端稀薄的大氣層）水星表面的溫度變化是非常劇烈的。例如，在白天的溫度可以高達420°C ，到了夜間會降至–180°C。由於這種劇烈的溫度變化，表面上熱應力較明顯的物質會發生明顯的改變。

## 延伸讀物
- Rasool, S. I., S. H. Gross and W. E. McGovern (1966). The atmosphere of Mercury[永久]. Space Science Reviews（英语：Space Science Reviews） 5 (5), 565-584.
- Williams, I. P. (1974). Atmosphere of Mercury（页面存档备份，存于）. Nature 249, 234.